# 小行星3095
小行星3095（3095 Omarkhayyam）是一颗围绕太阳公转的小行星。1980年9月8日，柳德米拉·朱拉夫寥娃在克里米亚发现了此天体。
該小行星以波斯天文學家、數學家和哲學家奧瑪·開儼命名。
这颗小行星的绝对星等为112.20463等。